# Unternehmen Grün
Unternehmen Grün (oft auch als Fall Grün oder Plan Grün bezeichnet) ist der Deckname einer deutschen Militäroperation für eine geplante deutsche  Invasion Irlands im Zweiten Weltkrieg. Diese Operation war als Unterstützung des Unternehmens Seelöwe (Invasion Großbritanniens) gedacht. 
Die Umsetzung des Unternehmens Grün war in der Verantwortung von General der Flieger Leonhard Kaupisch, der Kommandeur des deutschen IV. und VII. Armee-Korps, Heeresgruppe B war. Der Urheber der Idee für die Ausarbeitung des Unternehmens Grün war der Generalfeldmarschall Fedor von Bock. Bock war für die Einsatzführung der Westflanke des geplanten Unternehmens Seelöwe vorgesehen. 
Am 8. August 1940, etwa sechs Wochen nach der faktischen Kapitulation Frankreichs, wurden zweiunddreißig Kopien des streng geheimen, detailliert ausgearbeiteten Invasionsplans dem deutschen Oberkommando übergeben. Einige Kopien des Planes überstanden den Zweiten Weltkrieg.